# Skyforce de Sioux Falls
Le Skyforce de Sioux Falls (Sioux Falls Skyforce en anglais), est une équipe franchisée de la NBA Gatorade League, ligue américaine mineure de basket-ball créée et dirigée par la NBA. L'équipe est domiciliée à Sioux Falls (Dakota du Sud). L'équipe appartenait originellement à la Continental Basketball Association, mais a annoncé qu'elle commencerait la saison 2006-07 en NBDL.

## Historique

### Les belles années CBA
Le Skyforce est la plus ancienne équipe de ligue mineure de basket en activité. Dès le 14 février 1989 est annoncée l’intention d’implanter une franchise professionnelle à Sioux Falls, la première de l’histoire de la ville. Un concours est organisé pour lui trouver un nom. Grâce à 1045 contributions elle est baptisée « Skyforce de Sioux Falls ».
C’est le 16 novembre 1989 qu’est disputé le premier match à domicile, une défaite 85 à 79 face aux Thrillers de Rapid City devant 5 125 spectateurs. Le cinq de départ est alors composé de Terry Gould, Eric Brown, Steve Grayer, Leo Parent et Jim Lampley. Le coach est Ron Ekker, connu à ce niveau car il dispute sa huitième saison en CBA.
Il faut attendre le 07 décembre et 9 revers consécutifs pour avoir enfin la première victoire, 127 à 120, face aux Racers d’Omaha. Ce soir là Ralph Lewis inscrit 46 points, un record qui ne sera battu que le 24 février 2015 par Scotty Hopson. Lewis termine l’exercice avec 22,1 points pour 6,8 rebonds,.
En 1990 Ekker laisse sa place sur le banc à Kevin McKenna, qui commence sa carrière d’entraîneur après huit années comme joueur en CBA et NBA. Le Skyforce commence bien la saison, et est troisième après 15 rencontres (10 victoires). Le style de jeu est rapide avec 117,3 points par rencontre, avec notamment le rookie Tharon Mayes qui tourne à 25,1 unités. La suite est cependant moins radieuse, et se termine avec un bilan négatif.
En 1991-92 le même scénario se reproduit : un rookie, Bobby Phills, mène la danse avec 23,1 points. L’équipe inscrit 114,7 pts de moyenne, et conserve un bilan équilibré jusqu’à la quarantième rencontre. La fin est cependant délicate, avec 9 défaites sur les 12 dernières rencontres, ce qui leur fait manquer une nouvelle fois les playoffs. Seule différence, Jeffrey Knapple remplace David Gilbert comme président le 28 octobre 1991...
Le 13 mai 1993, quatre locaux, Bob Correa, Greg Heineman, Roger Larsen et Tom Walsh rachètent l’équipe avec comme objectif de la renforcer. Walsh est nommé président.
C’est sur la saison 1994-95 que les choses décollent vraiment. Un coach référencé à ce niveau arrive, Flip Saunders. Il a jusqu’ici coaché durant 6 années en CBA (1 aux Thrillers de Rapid City, puis 5 aux Catbirds de La Crosse), et il est le seul de l’histoire de la ligue à avoir remporté plus de 30 rencontres à chaque fois. Deux fois nommé coach de l’année, il arrive dans une franchise qui n’a jusqu’ici jamais connu les playoffs. Avec Tony Harris (25,0pts) et Darrick Martin (21,0pts) aux manettes, Sioux Falls décolle enfin avec un peu plus de 60 % de victoires. S’ils sont sortis au premier tour des playoffs, la dynamique est lancée.
A l’intersaison suivante, Morris McHone débarque pour remplacer Saunders, nommé manager général des Timberwolves du Minnesota en NBA. McHone est lui aussi connu à ce niveau. Il vient de passer deux saisons aux Sun Kings de Yakima, et a emmené l’équipe au titre la saison précédente tout en étant nommé coach de l’année.
Après une saison régulière maîtrisée, ils pointent en tête de la Northern Division, avec 32 victoires pour  24 défaites. En playoffs, il faut ensuite avoir les nerfs bien accrochés. Lors des finales de conférence, ils ne se qualifient pour la dernière marche que lors de la rencontre décisive à l’extérieur chez les Beachdogs de Florida, sur la marque de 97 à 95.
Le 23 avril 1996, ils arrachent leur troisième succès chez le Fury de Fort Wayne après une double prolongation. Le lendemain, ils ont l’occasion de l’emporter 4 à 1 mais son menés à quelques secondes de la fin. C’est alors que le rookie Devin Gray passe son défenseur et plante le panier du titre. Henry James est nommé MVP des playoffs après avoir tourné à 23,2 points et 5,6 rebonds, lui qui avait déjà été le meilleur marqueur de sa formation tout au long de l’année,.
L’an d’après Tony Harris est de retour, et Devin Gray toujours là. Les troupes de McHone sont toujours aussi impressionnantes, et remportent 47 de leurs 56 rencontres. Hélas, bien qu’ayant terminé la saison sur une bonne dynamique, ils tombent au premier tour des playoffs face aux Racers d’Omaha, qui étaient pourtant loin d’avoir un bilan équilibré. À la surprise générale, car l’avantage du terrain aurait dû leur être beaucoup plus favorable, eux qui avaient compilé 26 victoires pour seulement 2 défaites à la maison en saison régulière.
Mais McHone ne s’avoue pas vaincu, et ramène les siens aux finals deux années de suite. En 1998 tout d’abord, avec Jason Sasser en fer de lance (22,7pts et 7,0 rebonds), puis en 1999 avec une équipe menée par Tony Harris et Victor Page (19,2 points chacun). Malheureusement ils tombent à chaque fois, 4 à 3 la première année contre le Thunder de Quad City, puis 4 à 1 la seconde face au Pride du Connecticut.

### Période de turbulences
Après ces années au sommet, McHone part pour les Pistons de Detroit et laisse sa place à Jim Brovelli, qui arrive des Wizards de Washington en NBA. L’équipe n’a pas de joueur réellement dominant statistiquement parlant comme les saisons précédentes. Et si certains sont pourtant toujours bien présents, comme Monty Buckley, Nick Davis, Brett Robisch ou Jonathan Kerner, aucun ne prend réellement le leadership. La franchise termine pourtant avec un bilan équilibré, et se fait sortir en demi-finale par de surprenants Bobcats de La Crosse, 99 à 90.
Le Skyforce rentre alors dans une période de turbulences qui va durer cinq ans. Hors des terrains tout d’abord, lors du crépuscule de la CBA. Dès janvier 2001, les rumeurs se font nombreuses à la suite du refus d’Isiah Thomas d’une proposition d’achat par la NBA de 11 millions de dollars. Des discussions se tiennent à propos d’un possible rachat de la CBA par l’IBL (International Basketball League). L’un des propriétaires de Sioux Falls, Roger Larson, est même partie prenante des négociations. Tout se précipite le mois suivant. Entre le 7 et le 14 février 2001 plusieurs formations, dont le Skyforce, rejoignent l’IBL. La vie dans l’IBL ne dure ensuite que quelques mois, le temps pour l’équipe de terminer la saison et de se faire éliminer au premier tour des playoffs.
La ligue n’est pas en forme financièrement, et finit par déposer les armes. Le 19 juillet 2001, certaines de ses équipes décident de former un nouveau championnat, et parviennent à racheter le nom, les couleurs et le logo pour reformer la CBA. Sioux Falls est de la partie, et avec Paul Woolpert sur le banc réalise même une belle saison, terminant à 33 victoires pour 23 défaites, avec une élimination en demi-finales des playoffs.
Après deux saisons sans saveur, l’équipe parvient à attirer l’entraîneur Dave Joerger, qui a remporté deux titres lors de son passage aux Wizards du Dakota. On sent de suite la griffe du coach car la franchise commence la saison 2004-2005 tambour battant, avec huit victoires sur les neuf premiers matchs. Emmené par Alpha Bangura (21,0 points) et John Thomas (16,3pts et 10,1 rebonds) notamment, et malgré un petit coup de mou au milieu du calendrier, la dynamique se maintient bien par la suite. Ils terminent l’exercice avec seulement une petite défaite sur les 10 dernières rencontres (contre les Wizards d’ailleurs), de quoi aborder les playoffs sereinement. Il faut bien, car Dakota se retrouve à nouveau sur leur route. Le Skyforce tient bon, et les élimine 3 victoires à 2. Lors des finales contre le Lightning de Rockford, il ne leur faut que 5 manches (4-1) pour remporter le titre, le second de l’histoire de la franchise, et le troisième en quatre ans pour Joerger,.
2005-2006 marque la dernière saison de Sioux Falls au sein de la CBA. Si les débuts ne sont pas extraordinaires, la fin d’exercice semble prometteuse, avec 11 succès consécutifs entre le 26 janvier et le 6 mars. Brandon Hunter montre la voie avec 22,0 points, et Stephen Graham en plante 21,0. Malheureusement en CBA rien n’est gagné d’avance, car quasiment aucun joueur ne dispute la moitié des rencontres. Les deux derniers matchs de la saison sont des défaites, ainsi que les deux rencontres du tour préliminaire des playoffs. Les 62,5 % de succès du championnat n’auront servi à rien .

### Installation en Dleague
Moins d’un mois plus tard, le 06 avril 2006, la franchise annonce changer de ligue pour rejoindre l’antichambre de la NBA, avec trois autres équipes de la CBA (Wizards du Dakota, Stampede de l'Idaho et 14ers du Colorado). L’équipe souhaite conserver Joerger et lui fait une proposition de contrat, mais celui-ci retourne aux Wizards du Dakota . C’est donc Mo McHone, qui connaît bien la maison et a gagné un titre ici, qui revient sur le banc.
Ironie du sort, les deux franchises se retrouvent en playoffs pour savoir laquelle remporte l’Est. Derrière à la mi-temps du match, Dakota profite de sa domination au rebond pour repasser devant. A 110 partout, les Wizards rentrent trois lancers sur quatre, et un dunk de Stephen Graham leur donne cinq longueurs d’avance. Damone Brown a beau rentrer un tir à trois points derrière l’arc au buzzer, c’est insuffisant, et Joerger gagne le droit d’emmener les siens en finale, 115 à 113… 
Sioux Falls se venge la saison suivante lorsque les deux formations se retrouvent au premier tour des playoffs. Après une première mi-temps équilibrée, le Skyforce accentue sa pression défensive et provoque 13 pertes de balles, qui conduisent à 22 points supplémentaires. En fin de troisième quart temps l’équipe est devant, 77 à 60. C’est largement suffisant pour passer au prochain tour, 101 à 89. Malheureusement, les Toros d’Austin se dressent sur leur chemin et l’emportent, pour une seconde élimination consécutive en demi-finale.
Les cinq saisons suivantes sont plus compliquées, avec une seule petite apparition en playoffs et une élimination au premier tour… En point d’orgue, l’exercice 2010-2011 marqué par plusieurs changements d’entraîneurs (Tony Fritz, puis Duane Ticknor et enfin Mo McHone), et un résultat final catastrophique, 10 victoires pour 40 revers…
En parallèle, cela s’agite dans les coulisses, car le 15 novembre 2012 on apprend qu’à l’intersaison précédente une équipe NBA a fait une offre de rachat qui a été repoussée. Même si elle semblait intéressante, les propriétaires Greg et Mike Heineman tiennent à leur équipe et souhaitent qu’elle reste à Sioux Falls. Ils chercheraient plutôt un partenariat hybride, où la franchise NBA s’occupe du sportif uniquement.
Cette idée fait son chemin et se renforce même lorsque les 76ers de Philadelphie, l’une des 4 structures auxquelles le Skyforce est affilié, décide d’acheter les 87ers du Delaware. Si les Timberwolves du Minnesota semblent les favoris pour cela, c’est finalement avec le Heat de Miami qu’une telle association est réalisée, tel qu’annoncé le 10 juin 2013. l’objectif est donc atteint, le Skyforce reste reste dans le Dakota du Sud, et n’a plus qu’une seule franchise mère,.
Le Heat ne perd pas de temps, et dès le 15 août 2013 le nouvel entraîneur est nommé. Pat Delany devient le 16e coach de Sioux Falls. Il est bien connu en Floride car il y a passé les 11 dernières saisons. De même, le manager général basket choisi est Adam Simon, qui a passé 19 ans avec le Heat, et continue à y travailler en parallèle.
S’il ne remporte pas la récompense lors de la saison 2013-2014, Delany réussit à transformer le Skyforce en machine à gagner, et remporte 62 % des rencontres. Il s’appuie sur des joueurs de calibre NBA pour cela, tels Justin Hamilton, Henry Walker ou encore DeAndre Liggins. Ce dernier est d’ailleurs lui aussi reconnu, car il reçoit en fin d’exercice la récompense de meilleur défenseur de la ligue. Ensemble, ils parviennent à nouveau en demi-finale, éliminés par les Mad Ants de Fort Wayne,.
Grâce à cela, Delany attire certaines convoitises, et s’envole pour un poste d’entraîneur adjoint aux Hornets de Charlotte avant la saison 2014-2015. Il est remplacé par Phil Weber, assistant aux Suns de Phoenix puis aux Knicks de New York durant plus de dix ans. L’équipe semble attendue, car comprenant des joueurs tels que Khem Birch, ou encore Shabazz Napier. Le rookie Fuquan Edwin doit aussi avoir son importance, car les départs de Tre Kelley et Justin Hamilton ont laissé un trou au scoring. Malheureusement, Napier part après 4 rencontres, et Edwin n’est pas aussi prolifique. Si le bilan n’est pas mauvais, c’est une élimination au premier tour qui met un terme aux espoirs de la formation,,.
A son tour, Phil Weber s’en va rejoindre les Pelicans de la Nouvelle Orléans. C’est Dan Craig qui, après plus de 12 ans au Heat, prend le relais. Et il va emmener l’équipe dans un exercice historique. Après deux défaites initiales, le Skyforce enchaîne sur 7 succès en marchant sur ses adversaires, inscrivant 15 unités de plus qu’eux en moyenne. Dès janvier, certains annoncent la possibilité d’atteindre les 40 victoires, ce qui n’a jamais été fait jusqu’ici en Dleague. Sioux Falls s’appuie pour cela sur sa défense, n’autorisant que 95 points sur 100 possessions. Par comparaison, le second en autorise 99. De l’autre côté du terrain, l’adresse est aussi présente avec 47,6 % de réussite. Le 30 mars 2016, ils battent ainsi le record du plus grand nombre de victoires sur une saison, 39, en battant l’Energy d’Iowa avec trois joueurs à plus de 20 points (Jarnell Stokes 23, DeAndre Liggins 23 et 10 passes, Rodney McGruder 21). Ils parviennent même à en accrocher une quarantième en venant à bout de Grand Rapids quelques jours plus tard.
Ils ne s’arrêtent pas en si bon chemin, et poursuivent leur route en playoffs jusqu’au titre, acquis 2 victoires à 1 contre les Dfenders de Los Angeles. Pour couronner le tout, et en toute logique, Jarnell Stokes est nommé MVP de la saison,,,,,.
On pourrait croire que cela devient une tradition, car Dan Craig part à son tour pour devenir assistant coach en NBA, mais cette fois il retourne à la maison mère, au Heat. Nevada Smith est nommé à sa place et ne démérite pas. Il obtient même 58 % de victoires, mais le format de la Gleague fait qu’il ne parvient pas à qualifier le Skyforce pour les playoffs de la saison 2016-2017.

### Place à la GLeague
Le 1er juin 2017, alors que les autres équipes « filles » sont en général proches géographiquement de leur franchise NBA, le Skyforce (pourtant plus éloigné) rassure ses fans en signant un nouveau contrat avec le Heat. Sioux Falls va pouvoir garder son équipe, tandis que Miami renforce son partenariat en prenant notamment le contrôle de la communication, tout en conservant la gestion du sportif. Cette prise de participation n’ayant à priori pas de date de fin définie, le Sanford Pentagon va pouvoir continuer à voir du basket. Sur le terrain c’est par contre un peu moins rose, le Skyforce atteignant péniblement les 50 % de victoire, manquant les playoffs une seconde fois de rang.
En 2018-2019 la chute continue peu à peu. Le 11 mars 2019, Duncan Robinson bat le record de paniers à trois points de l'histoire de la franchise sur une saison, avec 145 réussites. Il est d’ailleurs l’un des meilleurs joueurs de sa formation, avec 21,4 points de moyenne, derrière Yante Maten, qui lui en rentre 23,5, assortis de 9,7 rebonds. Sioux Falls ne remporte cependant que 48% de ses matchs, et est de nouveau prématurément en vacances,.
Le 26 juillet 2019, la franchise annonce qu’Eric Glass est le nouvel entraîneur, après avoir coaché deux ligues d’étés pour le Heat. Celui-ci s’appuie sur une large base de joueurs et un scoring plus équilibré, avec notamment Mychal Mulder ou Daryl Macon à 17,0 points. L’équipe a un bilan relativement équilibré (22 succès pour 20 défaites), mais l’épidémie de Covid-19 empêche l’exercice de se terminer, avec une suspension de saison annoncée le 12 mars 2020,,.

### Logos

Logo du Skyforce de Sioux Falls (1989-1993)
Logo du Skyforce de Sioux Falls (1993-2002)
Logo du Skyforce de Sioux Falls (2002-?)
Logo du Skyforce de Sioux Falls (?-2012)
Logo du Skyforce de Sioux Falls (2012-présent)

## Résultats sportifs
| Palmarès du Skyforce de Sioux Falls (CBA)                                                          |
| - NBA Gatorade League - 17 participations - Champion : 2 (1996, 2005) - Finaliste : 2 (1998, 1999) |
| Palmarès du Skyforce de Sioux Falls (GLeague)                                                      |
| - NBA Gatorade League - 13 participations - Champion : 1 (2016)                                    |

### Saison par saison
| Skyforce de Sioux Falls (CBA)     |                           |                           |     |     |      |                    |  |
| 1989–1990                         | Midwest                   | 3e                        | 20  | 36  | .357 |                    |  |
| 1990–1991                         | Midwest                   | 3e                        | 26  | 30  | .464 |                    |  |
| 1991–1992                         | Northern                  | 4e                        | 24  | 32  | .429 |                    |  |
| 1992–1993                         | Midwest                   | 3e                        | 26  | 30  | .464 |                    |  |
| 1993–1994                         | Midwest                   | 3e                        | 24  | 32  | .429 |                    |  |
| 1994–1995                         | Western                   | 2e                        | 34  | 22  | .607 | 1er tour           |  |
| 1995–1996                         | Northern                  | 1er                       | 32  | 24  | .571 | Champion           |  |
| 1996–1997                         | National                  | 1er                       | 47  | 9   | .839 | 1er tour           |  |
| 1997–1998                         | National                  | 2e                        | 31  | 25  | .554 | Finale             |  |
| 1998–1999                         | National                  | 1er                       | 32  | 24  | .571 | Finale             |  |
| 1999–2000                         | National                  | 3e                        | 30  | 26  | .536 | Demi-finale        |  |
| 2000–2001                         | National                  | 5e                        | 8   | 15  | .348 |                    |  |
| Skyforce de Sioux Falls (IBL)     |                           |                           |     |     |      |                    |  |
| 2000–2001                         | Western                   | 3e                        | 16  | 14  | .533 | Demi-finale        |  |
| Skyforce de Sioux Falls (CBA)     |                           |                           |     |     |      |                    |  |
| 2001–2002                         | American                  | 2e                        | 33  | 23  | .589 | Demi-finale        |  |
| 2002–2003                         | National                  | 4e                        | 17  | 31  | .354 |                    |  |
| 2003–2004                         | -                         | 5e                        | 23  | 25  | .479 |                    |  |
| 2004–2005                         | Western                   | 2e                        | 31  | 17  | .646 | Champion           |  |
| 2005–2006                         | Western                   | 2e                        | 30  | 18  | .625 | Tour préliminaire  |  |
| Skyforce de Sioux Falls (GLeague) |                           |                           |     |     |      |                    |  |
| 2006–2007                         | Eastern                   | 2e                        | 30  | 20  | .600 | Finale de division |  |
| 2007–2008                         | Central                   | 2e                        | 28  | 22  | .560 | Demi-finale        |  |
| 2008–2009                         | Central                   | 4e                        | 25  | 25  | .500 |                    |  |
| 2009–2010                         | Eastern                   | 2e                        | 32  | 18  | .640 | 1er tour           |  |
| 2010–2011                         | Eastern                   | 7e                        | 10  | 40  | .200 |                    |  |
| 2011–2012                         | Eastern                   | 7e                        | 15  | 35  | .292 |                    |  |
| 2012–2013                         | Central                   | 4e                        | 25  | 25  | .500 |                    |  |
| 2013–2014                         | Central                   | 2e                        | 31  | 19  | .620 | Demi-finale        |  |
| 2014–2015                         | Central                   | 1er                       | 29  | 21  | .580 | 1er tour           |  |
| 2015–2016                         | Central                   | 1er                       | 40  | 10  | .800 | Champion           |  |
| 2016–2017                         | Southwest                 | 3e                        | 29  | 21  | .580 |                    |  |
| 2017–2018                         | Midwest                   | 2e                        | 25  | 25  | .500 |                    |  |
| 2018–2019                         | Midwest                   | 3e                        | 24  | 26  | .480 |                    |  |
| Bilan en saison régulière         | Bilan en saison régulière | Bilan en saison régulière | 827 | 713 | .537 |                    |  |
| Bilan en Playoffs                 | Bilan en Playoffs         | Bilan en Playoffs         | 48  | 43  | .527 |                    |  |

## Personnalités et joueurs du club

### Entraîneurs successifs
Le tableau suivant présente la liste des entraîneurs du club depuis 1989.
| #                                 | Entraîneur          | Période   | Saison régulière | Saison régulière | Saison régulière | Saison régulière | Playoffs | Playoffs | Playoffs | Playoffs | Récompenses |
| #                                 | Entraîneur          | Période   | M                | V                | D                | %                | M        | V        | D        | %        | Récompenses |
| --------------------------------- | ------------------- | --------- | ---------------- | ---------------- | ---------------- | ---------------- | -------- | -------- | -------- | -------- | ----------- |
| Skyforce de Sioux Falls (CBA)     |                     |           |                  |                  |                  |                  |          |          |          |          |             |
| 1                                 | Ron Ekker (en)      | 1989–1990 | 56               | 20               | 36               | .357             | -        | -        | -        | -        |             |
| 2                                 | Kevin McKenna. (en) | 1990–1993 | 168              | 76               | 92               | .452             | -        | -        | -        | -        |             |
| 3                                 | Roger Lyons (en)    | 1993–1994 | 56               | 24               | 32               | .429             | -        | -        | -        | -        |             |
| 4                                 | Flip Saunders       | 1994–1995 | 56               | 34               | 22               | .607             | 3        | 1        | 2        | .333     |             |
| 5                                 | Morris McHone       | 1995–1999 | 224              | 142              | 81               | .634             | 49       | 27       | 22       | .551     |             |
| 6                                 | Jim Broveli (en)    | 1999–2000 | 56               | 30               | 26               | .536             | 2        | 1        | 1        | .500     |             |
| 7                                 | Jim Sleeper (en)    | 2000–2001 | 23               | 8                | 15               | .348             | -        | -        | -        | -        |             |
| Skyforce de Sioux Falls (IBL)     |                     |           |                  |                  |                  |                  |          |          |          |          |             |
| 8                                 | Jim Sleeper (en)    | 2000-2001 | 30               | 16               | 14               | .533             | 1        | 0        | 1        | .000     |             |
| Skyforce de Sioux Falls (CBA)     |                     |           |                  |                  |                  |                  |          |          |          |          |             |
| 9                                 | Paul Woolpert (en)  | 2001–2002 | 56               | 33               | 23               | .589             | 4        | 1        | 3        | .250     |             |
| 10                                | Stacey King         | 2002–2003 | 33               | 10               | 23               | .303             | -        | -        | -        | -        |             |
| 11                                | Trevor Gleeson (en) | 2002–2004 | 63               | 30               | 33               | .476             | -        | -        | -        | -        |             |
| 12                                | Dave Joerger        | 2004–2006 | 96               | 61               | 35               | .635             | 11       | 6        | 5        | .545     |             |
| Skyforce de Sioux Falls (GLeague) |                     |           |                  |                  |                  |                  |          |          |          |          |             |
| 13                                | Morris McHone       | 2006–2007 | 50               | 30               | 20               | .600             | 2        | 1        | 1        | .500     |             |
| 14                                | Nate Tibbetts (en)  | 2007–2009 | 100              | 53               | 47               | .530             | 2        | 1        | 1        | .500     |             |
| 15                                | Tony Fritz (en)     | 2009–2011 | 68               | 34               | 34               | .500             | 3        | 1        | 2        | .333     |             |
| 16                                | Duane Ticknor (en)  | 2010–2011 | 2                | 0                | 2                | .000             | -        | -        | -        | -        |             |
| 17                                | Morris McHone       | 2010–2012 | 80               | 23               | 57               | .287             | -        | -        | -        | -        |             |
| 18                                | Joel Abelson (en)   | 2012–2013 | 50               | 25               | 25               | .500             | -        | -        | -        | -        |             |
| 19                                | Pat Delany (en)     | 2013–2014 | 50               | 31               | 19               | .620             | 5        | 2        | 3        | .400     |             |
| 20                                | Phil Weber (en)     | 2014–2015 | 50               | 29               | 21               | .580             | 3        | 1        | 2        | .333     |             |
| 21                                | Dan Craig (en)      | 2015–2016 | 50               | 40               | 10               | .800             | 7        | 6        | 1        | .857     |             |
| 22                                | Nevada Smith. (en)  | 2016–2018 | 150              | 78               | 72               | .520             | -        | -        | -        | -        |             |
| 23                                | Eric Glass (en)     | 2019–     | -                | -                | -                | -                | -        | -        | -        | -        |             |

### Joueurs célèbres ou marquants
- Dexter Pittman
- Reggie Williams
- Antywane Robinson
- Craig Smith
- DeAndre Liggins
- Bill Walker
- Jarnell Stokes
- Shabazz Napier
- Hassan Whiteside